# Madonna in gloria con putti
La Madonna in gloria con putti è un dipinto a olio su tela (111x75,5 cm) di Rosso Fiorentino, databile al 1517 circa e conservato nel Museo dell'Ermitage di San Pietroburgo.

## Storia
L'opera, di datazione estremamente controversa (oscilla tra il 1512 e il 1522), venne acquistata a Parigi nel 1810 con l'intermediazione del barone Dominique Vivant Denon.

## Descrizione e stile
Da uno sfondo plumbeo, uno sfolgorio luminoso circonda l'apparizione di Maria, seduta su una nube fatta di cherubini, mentre abbraccia il figlio, che si protende verso di lei da sinistra, e con ai piedi un gruppo di cinque putti fluttuanti. Il motivo si rifà a modelli di Fra Bartolomeo e richiama la lunetta dell'Assunzione della Vergine nel Chiostrino dei Voti, dipinta in una prima stesura nel 1512-13 e ritoccata (o ridipinta?) nel 1517.
Vi appaiono già evidenti debiti michelangioleschi, nello schema piramidale, nella torsione di Maria o nel vigore plastico delle figure, mentre rivelano già un anticonformismo del tutto personale l'accentuazione delle espressioni, ingrandendo leggermente i tratti somatici dei volti e talvolta caricandoli, come se fossero "truccati". Le bocche sono infatti allungate, i nasi marcati, gli occhi grandi, e i sorrisi ghignanti.
Il tenero abbraccio che lega Maria e il figlio sembra riecheggiare la Madonna di Bruges, mentre i cherubini che emergono dallo sfondo hanno echi del non-finito di opere come il Tondo Taddei e il Tondo Pitti. Tra i putti particolarmente singolare è quello che, in primo piano, proietta la testa e le spalle verso l'esterno e porta una mano al fianco: assomiglia molto a una veduta del David di Michelangelo dall'alto, dalle finestre di Palazzo Vecchio. Anche gli altri putti mostrano scorci arditi e torsioni espressive di grande originalità.
Un altro protagonista è il colore, con il forte contrasto tra lo sfondo azzurro-ghiaccio e blu notte, ripreso anche nel manto di Maria, rispetto alle tonalità calde e luminose degli incarnati.